# Шакир, Бехаэддин
Бехаэддин Шакир (осман. بهاءالدین شاکر‎, тур. Bahaettin Şakir; 1874, Фракия — 17 апреля 1922, Берлин) — османский государственный деятель, военный преступник, создатель и руководитель Специальной организации. Один из главных организаторов массовой депортации и геноцида армян.

## Биография
Получил образование в Военно-медицинской академии в Стамбуле.
Став членом партии «Единение и прогресс», переехал в Париж, где помогал видному лидеру партии Ахмеду Рызе. После возвращения в Стамбул в 1912 году стал одним из наиболее влиятельных членов партии. Был близок к Талаату.
Организатор и руководитель Специальной организации. Ключевая фигура в геноциде армян. За свою роль в уничтожении армян Трапезунда получил прозвище «мясник Трапезунда». Застрелен 17 апреля 1922 года в Берлине Арамом Ерганяном при проведении операции «Немезис».